# MDAX
MDAX — це фондовий індекс, який відображає акції німецьких компаній, що котируються на Франкфуртській фондовій біржі. Індекс розраховується компанією Deutsche Börse.
Індекс включає акції 50 компаній, що дотримуються вимог Prime Standard та які за розміром стоять безпосередньо нижче компаній, що входять до індексу DAX. Розмір компанії розраховується на основі поєднання обсягу книги біржових заявок та ринкової капіталізації. Індекс базується на цінах, що формуються в електронній торговій системі Xetra.
У 2021 році, у відповідь на скандал з компанією Wirecard (нім. Wirecard-Skandal), кількість складових у DAX було збільшено з 30 до 40, тоді як кількість складових у MDAX було зменшено з 60 до 50.

## Складові індексу
50 складових в MDAX походять з усіх галузей економіки. Це акції середніх німецьких компаній або компаній, що працюють переважно в Німеччині, які слідують за акціями DAX за ринковою капіталізацією, вільним обігом та біржовим оборотом; обов'язковою умовою включення є належність до сегменту Prime Standard фондової біржі. Добру третину MDAX складають середні промислові компанії, а це означає, що MDAX краще відображає німецьку економіку, яка характеризується середніми промисловими компаніями, ніж DAX.
Cклад індексу оновлюється чотири рази на рік (березень, червень, вересень і грудень) і в особливих випадках, таких як злиття компаній і великий вхід компанії на публичний ринок. Deutsche Börse розрізняє два набори правил: «регулярні» та «швидкі». Правила регулярного виходу та регулярного входу застосовуються в оглядах у березні та вересні. Правило 90/90 застосовується для включення, тобто якщо компанія є однією з 50 найбільших після DAX за ринковою капіталізацією та біржовим оборотом, вона включається до MDAX. І навпаки, для виключення застосовується правило 100/100: компанія вилучається з MDAX, якщо вона більше не входить до числа 60 найбільших компаній після DAX за ринковою капіталізацією та біржовим оборотом. Крім того, ширші правила швидкого входу (85/85) та швидкого виходу (105/105) застосовуються аналогічно до всіх чотирьох щорічних переглядів складу індексу.
У наступній таблиці наведені компанії, що входять до MDAX та їх вага в індексу станом на 24 червня 2024 року Таблиця містить дані, опубліковані Deutsche Börse, які є визначальними для зважування в MDAX. Зокрема, ринкова капіталізація базується лише на акції у вільному обігу, визначеному Deutsche Börse, а не на загальній кількості акцій. Таким чином, ринкова капіталізація не відповідає ринковій капіталізації всіх акцій компанії, а лише ринковій капіталізації акцій, що перебувають у вільному обігу.
| Логотип | Назва                     | Галузь                                                | Вага в індексі в % | Кількість акцій | Ринкова капіталізація акцій в обігу в млн € | Головний офіс          | в MDAX з часу  Повторне включення |
| ------- | ------------------------- | ----------------------------------------------------- | ------------------ | --------------- | ------------------------------------------- | ---------------------- | --------------------------------- |
|         | Aixtron SE                | Машинобудування, напівпровідникові технології         | 2,98               | 0113.402.370    | 4.325,62                                    | Герцогенрат            | 24 серпня 2020                    |
|         | Aroundtown S.A.           | Нерухомість                                           |                    |                 |                                             | Люксембург             | 18 грудня 2023                    |
|         | Aurubis AG                | Сировина та матеріали                                 | 1,59               | 0044.956.723    | 2.307,09                                    | Гамбург                | 14лютого 2001                     |
|         | Bechtle AG                | ІТ-послуги                                            | 2,57               | 0126.000.000    | 3.741,68                                    | Неккарзульм            | 24 вересня 2018                   |
|         | Befesa S.A.               | Промислова утилізація                                 |                    |                 |                                             | Ратінген               | 25 січня 2024                     |
|         | Bilfinger SE              | Промислові послуги                                    |                    |                 |                                             | Маннгейм               | 18 березня 2024                   |
|         | Carl Zeiss Meditec AG     | Медичні технології                                    | 2,45               | 0089.440.570    | 3.555,14                                    | Єна                    | 27 грудня 2018                    |
|         | CTS Eventim AG & Co. KGaA | Продаж квитків                                        | 2,56               | 0096.000.000    | 3.713,64                                    | Мюнхен                 | 16 вересня 2019                   |
|         | Delivery Hero SE          | Онлайн-послуги, служба доставки                       | 4,23               | 0269.536.421    | 6.136,97                                    | Берлін                 | 20 червня 2022                    |
|         | Deutsche Lufthansa AG     | Авіакомпанія                                          | 5,69               | 1.195.485.644   | 8.267,54                                    | Кельн                  | 22 червня 2020                    |
|         | Encavis AG                | Відновлювані джерела енергії                          | 1,23               | 0161.030.176    | 1.787,32                                    | Гамбург                | 20 червня 2022                    |
|         | Evonik Industries AG      | Спеціальна хімічна продукція                          | 2,54               | 0466.000.000    | 3.695,85                                    | Ессен                  | 23. вересня 2013                  |
|         | Evotec SE                 | Біотехнології                                         | 2,09               | 0177.185.736    | 3.044,43                                    | Гамбург                | 19 червня 2023                    |
|         | Fraport AG                | Оператор аеропорту                                    | 1,41               | 0092.468.704    | 2.056,62                                    | Франкфурт-на-Майні     | 24. вересня 2001                  |
|         | Freenet AG                | Телекомунікації                                       | 2,07               | 0118.900.598    | 3.005,81                                    | Бюдельсдорф            | 24. вересня 2018                  |
|         | Fresenius Medical Care AG | Медичні технології                                    | 5,26               | 0293.413.449    | 7.630,52                                    | Гоф (Баварія)          | 20 березня 2023                   |
|         | Fuchs SE                  | Хімія                                                 | 1,84               | 0069.500.000    | 2.671,54                                    | Маннгейм               | 23 червня 2008                    |
|         | GEA Group AG              | Машинобудування                                       | 3,51               | 0180.492.172    | 5.098,68                                    | Дюссельдорф            | 18 листопада 1996                 |
|         | Gerresheimer AG           | Упаковка лікарських засобів                           | 1,99               | 0034.540.000    | 2.900,31                                    | Дюссельдорф            | 22 грудня 2008                    |
|         | Hella GmbH & Co. KGaA     | Постачальник автомобільних запчастин                  | 1,17               | 0111.111.112    | 1.697,81                                    | Ліппштадт              | 19 вересня 2022                   |
|         | HelloFresh SE             | Роздрібна торгівля продовольчими товарами             | 1,67               | 0172.734.665    | 2.427,88                                    | Берлін                 | 19 вересня 2022                   |
|         | Hensoldt AG               | Аерокосмічні технології, оборонна промисловість       | 0,85               | 0105.000.000    | 1.246,59                                    | Тауфкірхен (Мюнхен)    | 20 березня 2023                   |
|         | Hochtief AG               | Будування                                             | 1,53               | 0077.711.300    | 2.224,49                                    | Ессен                  | 10 травня 2023                    |
|         | Hugo Boss AG              | Розкіш                                                | 2,75               | 0070.400.000    | 3.997,45                                    | Метцинген (Ройтлінген) | 22 березня 1999                   |
|         | Jenoptik AG               | Фотоніка                                              | 0,98               | 0057.238.115    | 1.427,39                                    | Єна                    | 20 березня 2023                   |
|         | Jungheinrich AG           | Інтралогістика, машинобудування                       | 1,10               | 0048.000.000    | 1.603,20                                    | Гамбург                | 20 вересня 2021                   |
|         | K+S AG                    | Добрива, солі                                         | 1,79               | 0191.400.000    | 2.599,89                                    | Кассель                | 21 березня 2016                   |
|         | Kion Group AG             | Комерційний транспорт                                 | 1,87               | 0131.198.647    | 2.714,83                                    | Франкфурт-на-Майні     | 22 вересня 2014                   |
|         | Knorr-Bremse AG           | Гальмівні системи, компоненти залізничного транспорту | 2,63               | 0161.200.000    | 3.825,02                                    | Мюнхен                 | 18 березня 2019                   |
|         | Krones AG                 | Машинобудування                                       |                    |                 |                                             | Нойтраублінг           | 18. грудня 2023                   |
|         | Lanxess AG                | Хімія                                                 | 1,59               | 0086.346.303    | 2.316,05                                    | Кельн                  | 21. вересня 2015                  |
|         | LEG Immobilien AG         | Нерухомість                                           | 3,96               | 0074.109.276    | 5.755,33                                    | Дюссельдорф            | 24 червня 2013                    |
|         | Nemetschek SE             | Програмне забезпечення (будівельна сфера)             | 3,08               | 0115.500.000    | 4.481,19                                    | Мюнхен                 | 24 вересня 2018                   |
|         | Nordex SE                 | Машинобудування                                       | 0,87               | 0236.450.364    | 1.265,21                                    | Гамбург                | 27 лютого 2023                    |
|         | Puma SE                   | Спортивні товари                                      | 3,67               | 0150.824.640    | 5.325,69                                    | Герцогенаурах          | 19 грудня 2022                    |
|         | Rational AG               | Промисловість                                         |                    |                 |                                             | Ландсберг-ам-Лех       | 24 червня 2024                    |
|         | Redcare Pharmacy N.V.     | Аптека                                                | 1,53               | 0020.203.286    | 2.223,39                                    | Венло (Нідерланди)     | 19 червня 2023                    |
|         | RTL Group S.A.            | ЗМІ                                                   | 0,86               | 0154.742.806    | 1.247,97                                    | Люксембург, Кельн      | 21 березня 2022                   |
|         | Scout24 SE                | Онлайн-маркетплейси                                   | 3,15               | 0075.000.000    | 4.570,77                                    | Мюнхен                 | 18 червня 2018                    |
|         | Siltronic AG              | Напівпровідникова промисловість                       |                    |                 |                                             | Мюнхен                 | 18 грудня 2023                    |
|         | Stabilus SE               | Постачальник автомобільних запчастин                  | 1,02               | 0024.700.000    | 1.489,41                                    | Кобленц                | 19 вересня 2022                   |
|         | Ströer SE & Co. KGaA      | ЗМІ                                                   | 1,15               | 0056.691.571    | 1.669,59                                    | Кельн                  | 22 червня 2020                    |
|         | TAG Immobilien AG         | Нерухомість                                           | 1,55               | 0175.489.025    | 2.262,05                                    | Гамбург                | 24 вересня 2012                   |
|         | Talanx AG                 | Страхування                                           | 2,45               | 0253.350.943    | 3.556,99                                    | Ганновер               | 29 жовтня 2021                    |
|         | TeamViewer SE             | Програмне забезпечення                                | 1,26               | 0180.000.000    | 1.829,63                                    | Геппінген              | 23 грудня 2019                    |
|         | ThyssenKrupp              | Конгломерат                                           | 2,13               | 0622.531.741    | 3.102,07                                    | Ессен, Дуйсбург        | 23 вересня 2019                   |
|         | Traton SE                 | Комерційний транспорт                                 |                    |                 |                                             | Мюнхен                 | 24 червня 2024                    |
|         | TUI AG                    | Туризм                                                |                    |                 |                                             | Берлін, Ганновер       | 24 червня 2024                    |
|         | United Internet AG        | Інтернет-провайдер, послуги                           | 1,07               | 0192.000.000    | 1.553,43                                    | Монтабаур              | 18 вересня 2023                   |
|         | Wacker Chemie AG          | Хімія                                                 | 1,36               | 0052.152.600    | 1.983,73                                    | Мюнхен                 | 21 вересня 2020                   |

1. ↑  як Norddeutsche Affinerie
2. ↑  як Metallgesellschaft